# Path to profitability
 Path to Profitability , que em português significa caminho para a lucratividade cuja abreviação é P2P. É o conjunto de ações tomadas pelas startups ou outra nova empresa para conseguir um empréstimo a partir de uma fonte que não seja uma instituição financeira. Um credor frequentemente carrega grande interesse em um empréstimo P para P. Isto fornece a startup o financiamento necessário para manter as operações até que se torne rentável.

## Termo
Path to Profitability ou P2P é um termo de negócio refere-se ao conjunto de ações tomadas pelas startups para antecipar o lucro e aumentar as perspectivas de sobrevivência da empresa. O P2P é uma das estratégias para ficar mais atrativo a novas rodadas de capital. Por isso, é bastante falado nos discursos dos empreendedores.Ou seja, esse contexto se refere ao roteiro que uma empresa startup segue, a fim de impulsionar suas operações a partir de seu estado atual de perder dinheiro para se tornar rentável.

## Relação do Path to profitability com o mercado
Path to profitability ou Caminho para a lucratividade (por vezes abreviado como P2P, o que também significa peer-to-peer) é um termo que se refere a um plano de negócios que é projetado para levar uma empresa a partir de arranque para virar um lucro. No negócio de Internet, a ênfase predominante na rentabilidade, especialmente no mundo do e-business, está em contraste com a atitude prevalecente nos últimos anos, quando empreendimentos pontocom eram frequentemente encorajados a abrir para o negócio, "queimar" o capital de risco suficiente para dominar um determinado nicho de negócio, e se preocupar com os lucros posteriores. No mercado de ações analistas sugerem que a popularidade desse termo indica um retorno às práticas tradicionais de negócios e uma nova fase, mais madura na evolução da Internet.[carece de fontes?]
Antes do ano 2000, o mercado mostrava-se bastante acelerado para empresas ponto com e era fácil obter um financiamento de capital de risco para uma empresa desse mercado. Porém atualmente, houve uma desaceleração nas ações de tecnologia e então voltou-se a adotar as práticas padrões na hora de financiar esse tipo de empresa, os empresários devem ter um plano de negócios bem organizado, com uma estratégia claramente articulada, ou seja, um caminho para a lucratividade, e com prazos curtos para alcançá-lo. Alguns analistas acreditam que a mudança do mercado foi, em um sentido literal, uma correção, uma vez que as práticas empregadas não levam a um crescimento sustentável. Muitos ainda estão otimistas sobre o futuro do e-business, apesar de estar em um mundo em que as regras de negócio são antigas existe uma alta necessidade de a empresa alcançar um caminho para a lucratividade.

## Interesse em alcançar o Path to profitability
Interesse de startups em alcançar o mercado de ações vem crescendo e esse desejo é aumentado pela crescente proporção de empresas de tecnologia que vão a público. Uma vez que existe uma considerável incerteza sobre a viabilidade econômica de longo prazo dessas empresas no momento de ir a público, identificar fatores que influenciam suas habilidades públicas que influenciam a sua capacidade de atingir importantes metas pós-IPO, como alcançar rentabilidade é importante para o mercado.
Quando alguma empresa anuncia um IPO, a discussão tende a girar em torno do estado atual da empresa, mas não há um caminho certo para observando o caminho que a empresa levou para chegar lá. Idéias simples podem transformar-se em um negócio de bilhões de dólares. Abrir o capital é uma decisão monumental que muda a forma como a empresa opera, indefinidamente. Há prós e contras para perseguir um IPO, sab-se que a conquista é uma grande fonte de capital de expansão em grande escala, mas uma vez que uma empresa é listada, sofre exame público e está sujeito às diretrizes mais rigorosas e obrigações legais.